# Murrieta
Murrieta est une ville de l'État de Californie, située dans le comté de Riverside. Lors du recensement de 2010, sa population s’élevait à 103 466 habitants. Elle fait partie de l'aire urbaine de Murrieta-Temecula-Menifee comptant 441 546 lors du recensement de 2010.

## Démographie
Sa population s’élevait à 103 466 habitants lors du recensement de 2010, connaissant une augmentation de 233,7 % par rapport au recensement de 2000.
| 1990  | 2000   | 2010    | - | - | - |
| ----- | ------ | ------- | - | - | - |
| 1 628 | 44 282 | 103 466 | - | - | - |

## Géographie
Selon le bureau du recensement des États-Unis, Murrieta a une superficie totale de 87,058 km2, dont 86,964 km2 de terre et 0,094 km2 d'eau (0,11 %).

### Climat
| Mois                              | jan. | fév.  | mars | avril | mai | juin | jui. | août | sep. | oct. | nov. | déc. | année |
| --------------------------------- | ---- | ----- | ---- | ----- | --- | ---- | ---- | ---- | ---- | ---- | ---- | ---- | ----- |
| Température minimale moyenne (°C) | 5    | 5     | 7    | 9     | 11  | 13   | 17   | 16   | 14   | 11   | 8    | 4    | 10    |
| Température maximale moyenne (°C) | 19   | 19    | 22   | 23    | 26  | 28   | 33   | 33   | 32   | 26   | 23   | 19   | 25,2  |
| Précipitations (mm)               | 81,8 | 105,7 | 23,9 | 18,5  | 6,1 | 0,3  | 1,8  | 0,3  | 3,6  | 33,5 | 30   | 89,9 | 395,2 |

| Diagramme climatique                                  |          |         |         |         |         |         |         |         |          |       |         |
| J                                                     | F        | M       | A       | M       | J       | J       | A       | S       | O        | N     | D       |
| 19581,8                                               | 195105,7 | 22723,9 | 23918,5 | 26116,1 | 28130,3 | 33171,8 | 33160,3 | 32143,6 | 261133,5 | 23830 | 19489,9 |
| Moyennes : • Temp. maxi et mini °C • Précipitation mm |          |         |         |         |         |         |         |         |          |       |         |

## Personnalités
- Tyler Wade (1994-), joueur américain de baseball, né à Murrieta.
- Olivia Rodrigo (2003-), auteure-compositrice-interprète et actrice américaine, née à Murrieta.

## Traduction
- (en) Cet article est partiellement ou en totalité issu de l’article de Wikipédia en anglais intitulé « Murrieta, California » (voir la liste des auteurs).